# Sarcodraba karraikensis
Sarcodraba karraikensis är en korsblommig växtart som först beskrevs av Carlos Luis Spegazzini, och fick sitt nu gällande namn av Ernest Friedrich Gilg och Reinhold Conrad Muschler. Sarcodraba karraikensis ingår i släktet Sarcodraba och familjen korsblommiga växter. Inga underarter finns listade i Catalogue of Life.